# 多赫馬里夫卡 (下錫羅霍濟市鎮)
47°3′24″N 34°32′18″E / 47.05667°N 34.53833°E
多赫馬里夫卡（烏克蘭語：Догмарівка）是位於烏克蘭南部的村莊，由赫爾松州海尼切斯克區的下錫羅霍濟市鎮負責管轄。該村始建於1887年，面積22.1平方公里，海拔高度68米，2001年人口120，人口密度每平方公里5.4人。